# 滇飘拂草
滇飘拂草（学名：Fimbristylis yunnanensis）为莎草科飘拂草属下的一个种。种加词 yunnanensis 意为“云南的”。
接受名为：云南星穗莎 Actinoschoenus yunnanensis (C.B.Clarke) Y.C.Tang, 1963